# Ien van den Heuvel
Pour les articles homonymes, voir van den Heuvel.
Carolina (Ien) van den Heuvel-de Blank, née le 7 août 1927 à Tiel et morte le 13 octobre 2010 à Heemskerk, est une femme politique néerlandaise.
Membre du Parti travailliste, elle siège à la Première Chambre des États généraux de 1974 à 1979 et au Parlement européen de 1979 à 1989. 